# Kamuy-huci
Kamuy-huchi est chez l'ethnie des Aïnous le kamuy (esprit, déesse) du foyer. Son nom complet est Apemerukoyan-mat Unamerukoyan-mat ce qui signifie « la femme étincelle qui fait jaillir le feu ». Elle est l'un des kamuy les plus importants pour les Aïnous et elle est vénérée comme la gardienne de la porte entre le monde des humains et celui des kamuy.
Il y a plusieurs mythes pour expliquer l'origine de Kamuy-huchi. Le plus commun dit qu'elle est descendue des cieux accompagnée de Kanna-kamuy, le kamuy de l'orage.